# Rebecca Dahlén
Ida Kristina Rebecca Dahlén, född 3 juni 1989, är en svensk travkusk och hovslagare. Hon kör främst hästen Minnestads El Paso, som tränas av hennes sambo Dennis Palmqvist. Hon innehar licens vid Solvalla.

## Karriär
Rebecca Dahlén led i unga år av pälsallergi och kunde inte vara i ett stall utan att må illa. Allergin gick senare över. Hon hade även svår prestationsångest, vilket gjorde att hon nästan slutade med travkarriären. Då hon 2016 träffade sin sambo Dennis Palmqvist blev hennes ångest mindre, och hon började köra fler lopp.
År 2018 körde Dahlén in över 2 miljoner kronor som kusk, och segrade i tre lopp på V75 tillsammans med Minnestads El Paso. Hon tog sin första V75-seger med Minnestads El Paso i ett Klass I-försök på Östersundstravet, där ekipaget segrade på tiden 1.11,9 över 2 140 meter, vilket var nytt svenskt rekord för femåriga valacker. Hon var även Solvallas mest framgångsrika amatörkusk under 2018.
Under 2019 segrade hon bland annat i Lars Lindbergs Minne med hästen Visa As, tränad av Alessandro Gocciadoro. Under september 2019 blev hon även utsedd till att mottaga Stig H-stipendiet tillsammans med Oskar Florhed, Niclas Hammarström och Wiktor Kylin-Blom.
I december 2019 segrade Dahlén tillsammans med Minnestads El Paso i loppet Prix de la Cride i Frankrike.
Den 7 juni 2020 segrade Dahlén för första gången i Hertiginnan av Västergötland Kronprinsessan Victorias lopp på Axevalla travbana, tillsammans med Southwind Queen, som tidigare tränades av Dennis Palmqvist.

## Större segrar i urval
| År   | Lopp                                                       | Häst               | Tränare               | Grupp |
| ---- | ---------------------------------------------------------- | ------------------ | --------------------- | ----- |
| 2019 | Lars Lindbergs Minne                                       | Visa As            | Alessandro Gocciadoro | -     |
| 2019 | Prix de la Cride                                           | Minnestads El Paso | Dennis Palmqvist      | -     |
| 2020 | Hertiginnan av Västergötland Kronprinsessan Victorias lopp | Southwind Queen    | Riccardo Bianchi      | -     |